# Solbergaskogen

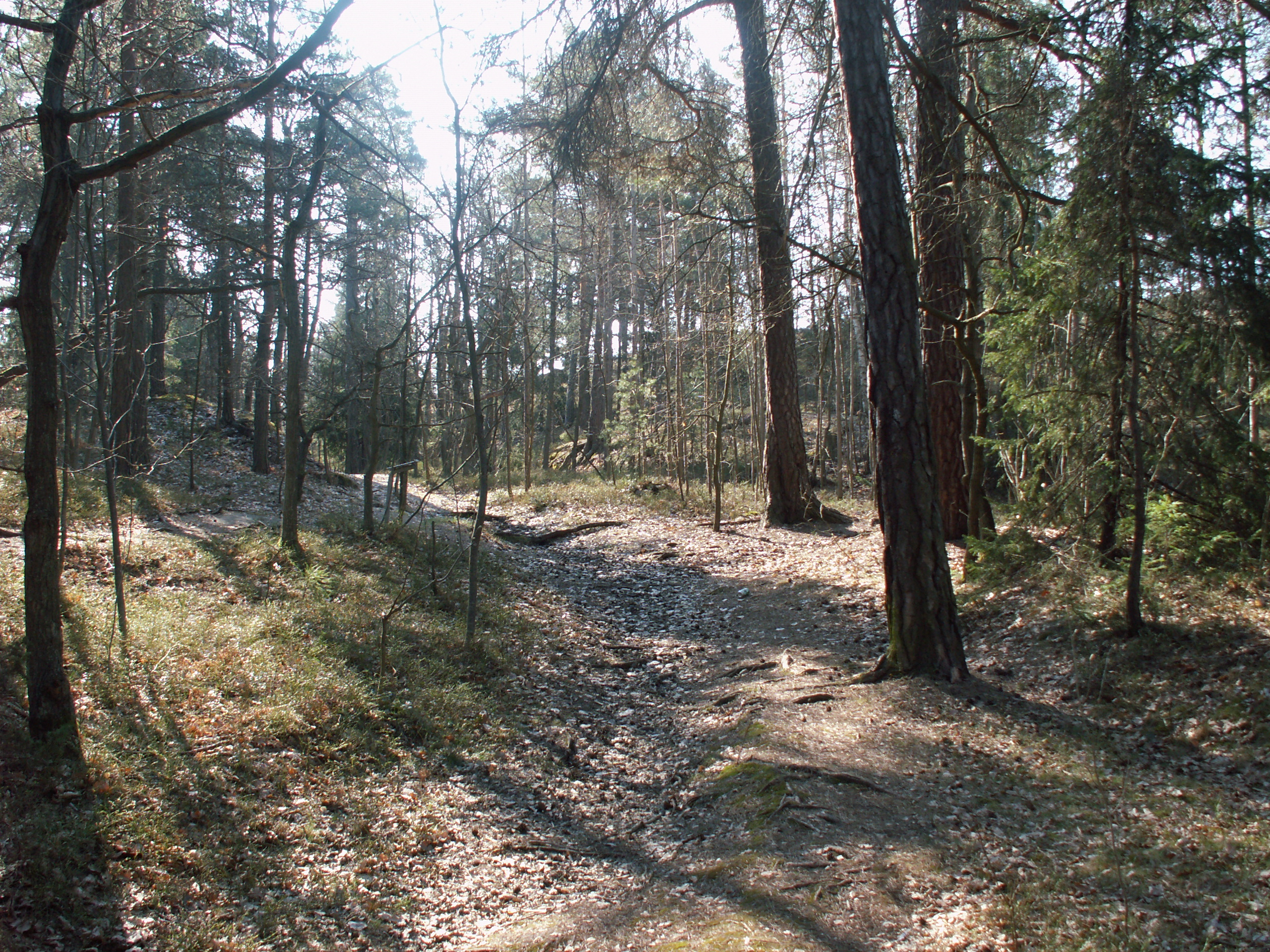
Solbergaskogen våren 2009

Solbergaskogen utgör ett mindre skogsområde liggande centralt i stadsdelen Solberga i Söderort i Stockholms kommun. Skogsområdet klassades under hösten 2009 som nyckelbiotop av Skogsstyrelsen. Området består av berghällar med tall och blandskog. Skogen innehåller också fornlämningar av särskilt bevarandevärde, bland dem Solberga gravfält i områdets sydöstra hörn. Namnet härrör från Solberga gård som omnämns redan 1636 och ligger vid skogens sydöstra hörn.

## Flora och Fauna

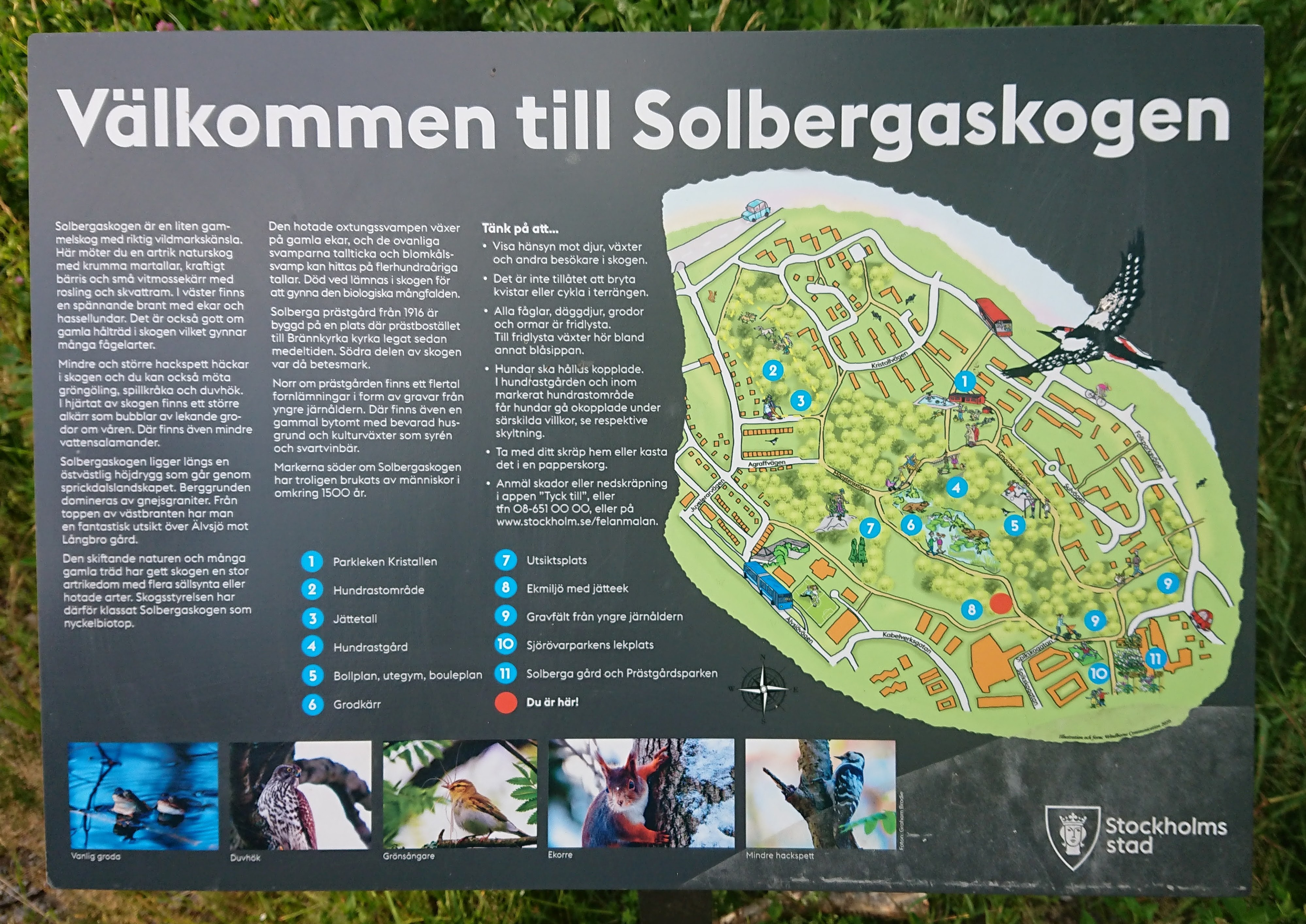
Informationstavla över Solbergaskogen.

Solbergaskogen har trots sin litenhet behållit karaktären av riktig skog. Enligt Skogsstyrelsen kan området delas in i tre delområden med olika naturtyper:
- sydbranten med ekar och hassellund
- tallblandskog med hällmarker
- våtmark i form av kärr

Skogsstyrelsen identifierade vid besök den rödlistade arten oxtungssvamp på ett flertal ekar. Skogen har en rik svampflora, till exempel tallticka och blomkålssvamp, vilka bara växer på gamla tallar. Den sällsynta svampen krusig trumpetsvamp har påträffats efter millennieskiftet. I hassellunden växer ametistskivling. Skogen innehåller den viktiga signalarten blåmossa, Leocobryum glaucum. I Solbergaskogens centrala delar ligger en stor lövsumpskog.
Området innehåller också ett rikt djurliv. Liksom i Älvsjöskogen leker varje vår en stor mängd grodor. Fågellivet är rikt med dokumenterad häckning av mindre hackspett, större hackspett, nötskrika, stare samt troligtvis gröngöling.

## Rekreation och fritid
Skogen innehåller en två kilometer lång kulturstig där man kan följa skyltar med information om fornlämningar i skogen och dess djur- och växtliv. Den höga och branta sydsluttningen, med öppna berghällar och vidsträckt utsikt över Långbro utgör ett populärt område för lokal rekreation.

## Bilder

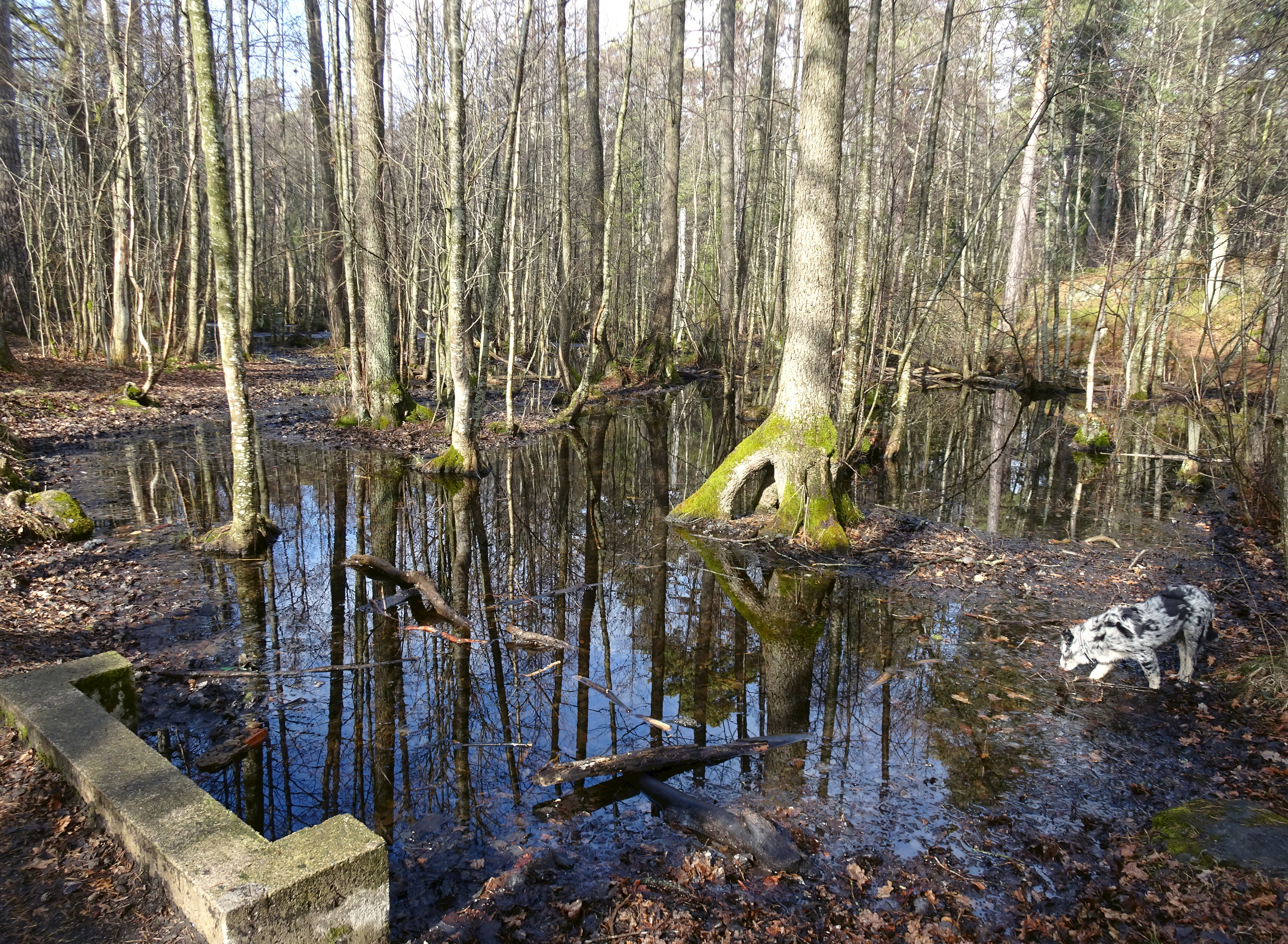
Lövsumpskogen i skogens centrala del
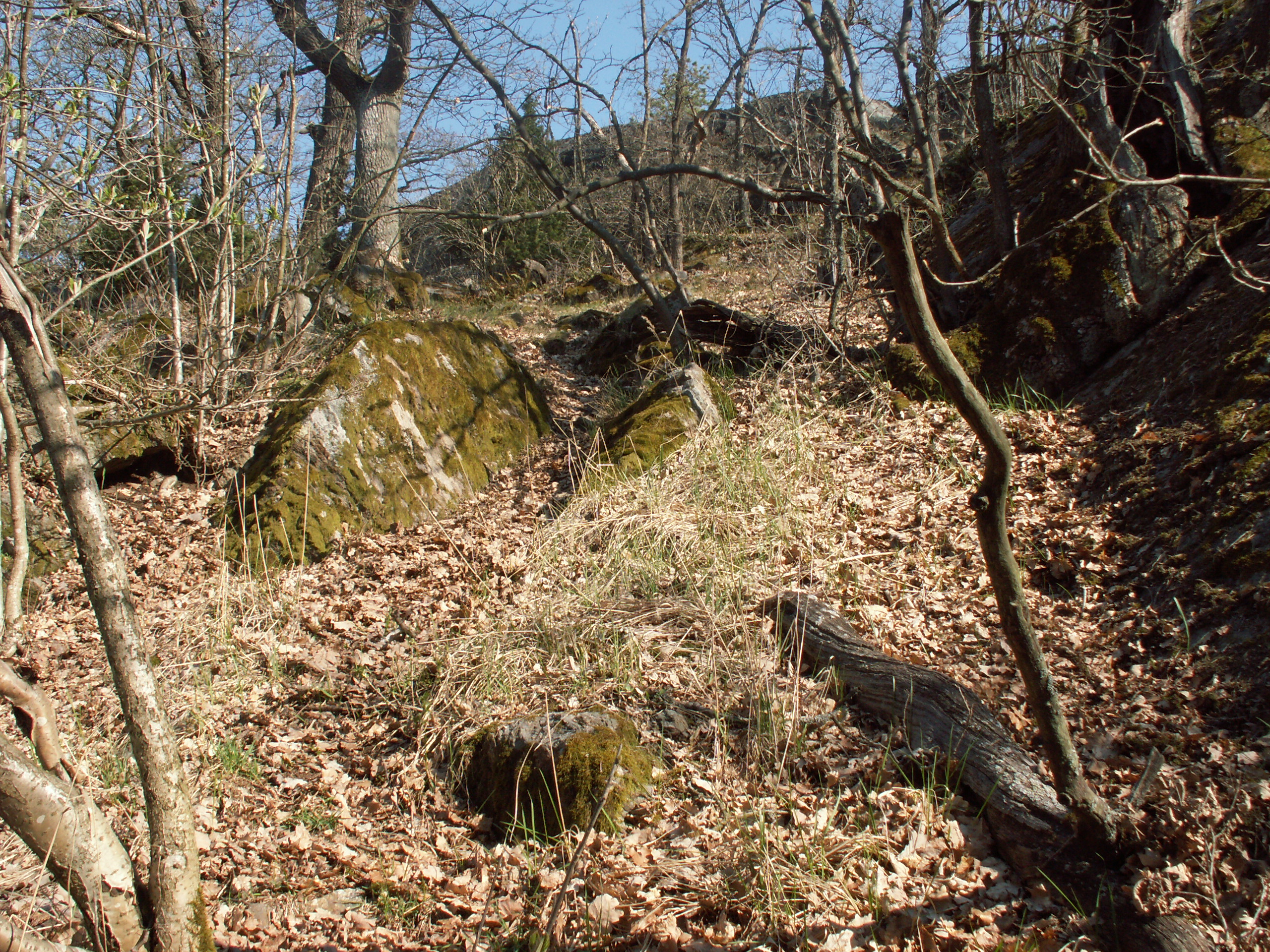
Solbergaskogen, sydbranten
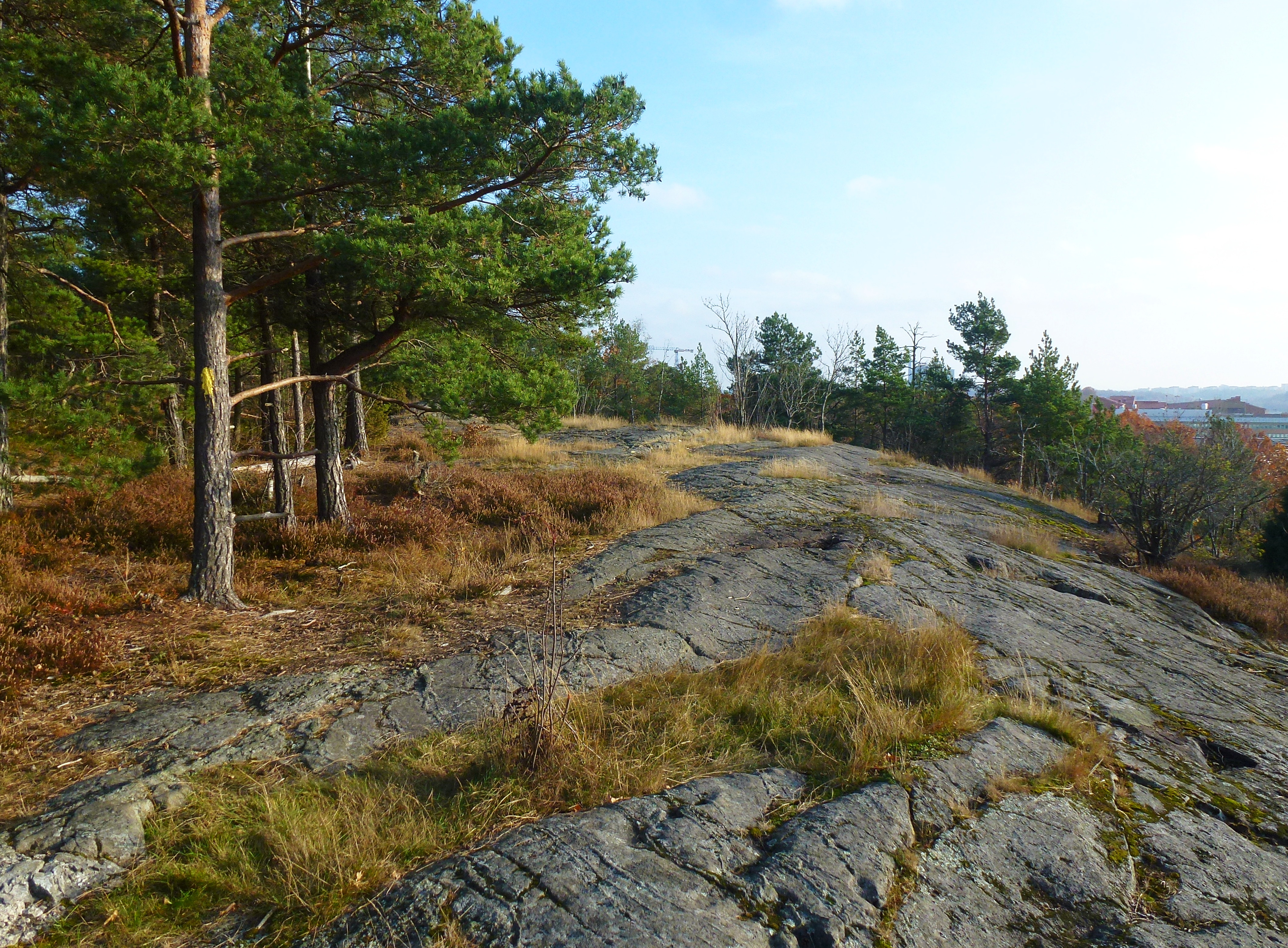
Solbergaskogen, sydbranten
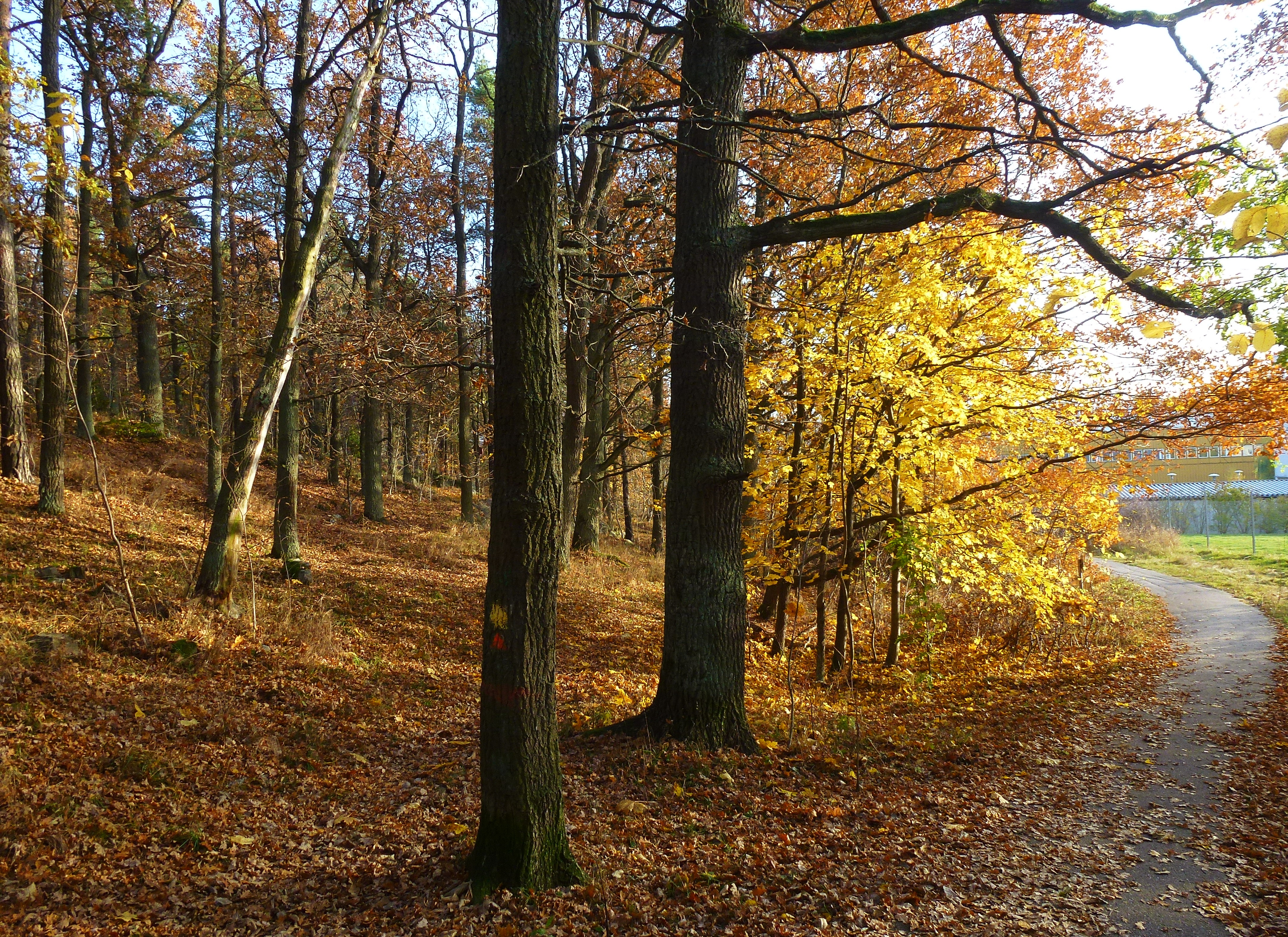
Promenadväg längs södra sidan
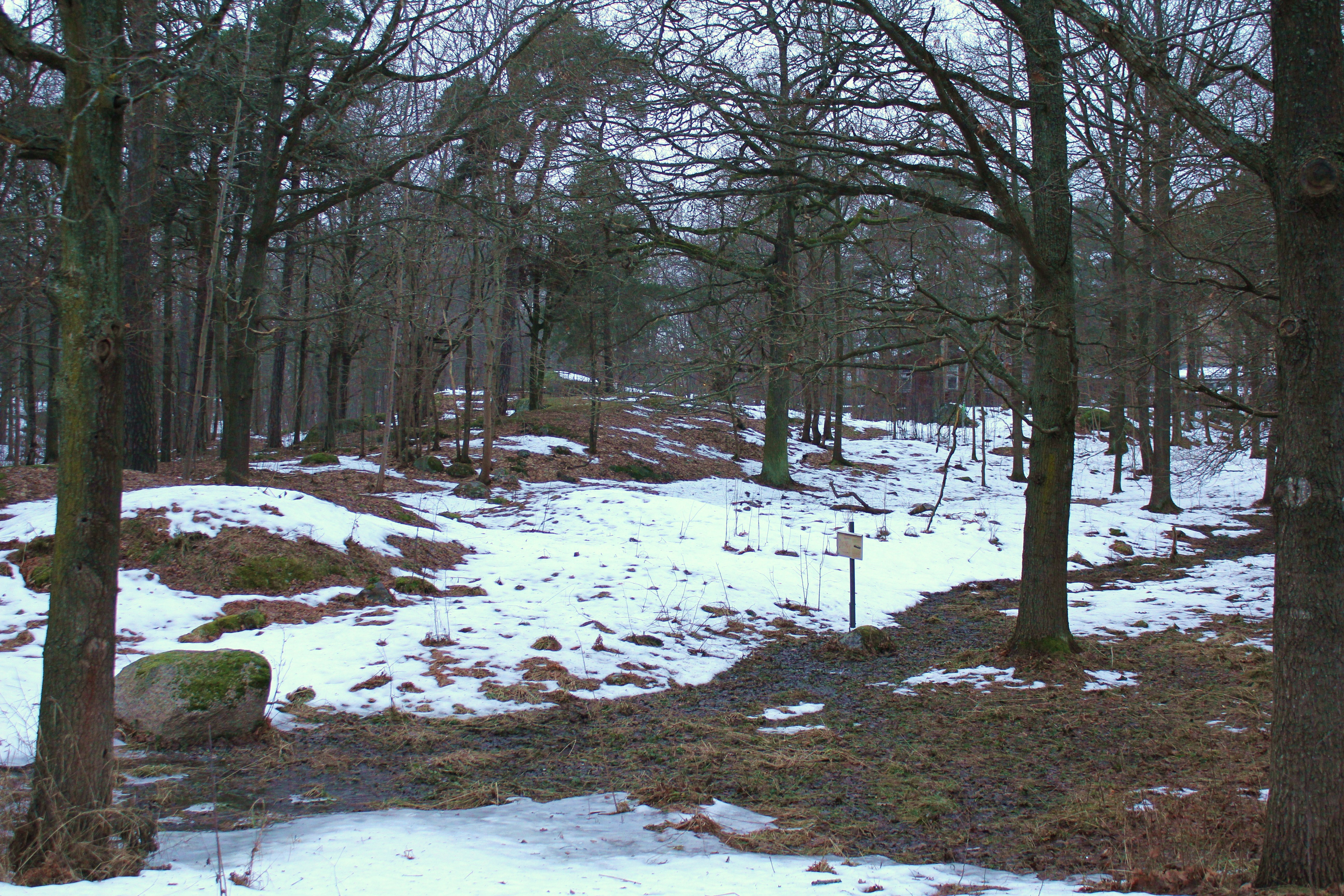
Solberga gravfält

## Andra stadsnära skogar i Söderort
- Fagersjöskogen
- Hagsätraskogen
- Hemskogen
- Majroskogen
- Svedmyraskogen
- Sätraskogen
- Årstaskogen
- Älvsjöskogen